# Us (fiume)
L'Us (in russo Ус?) è un fiume della Russia siberiana, affluente di destra dello Enisej. Scorre nel Territorio di Krasnojarsk.
Il fiume ha origine dai monti Saiani Occidentali. La sua lunghezza è di 356 km, l'area del bacino è di 8 940 km². 
Sfocia nello Enisej a 3 232 km dalla foce, nel bacino Sajano-Šušenskoe dove forma la baia Usinskij. Il fiume gela a novembre e il ghiaccio rimane fino ad aprile - inizio maggio.